# Fédération européenne des banques éthiques et alternatives
La Fédération européenne des banques éthiques et alternatives regroupe diverses banques européennes dont le but est de permettre une gestion éthique des finances.

## Historique
La Fédération européenne des banques éthiques et alternatives sous la forme d'une association de droit belge, créée en 2001 par 24 institutions financières issues de 12 pays d'Europe,.
Les membres fondateurs, Banca popolare Etica (Italie), Caisse solidaire de Nord Pas-De-Calais (France), Cassa Centrale delle Casse Rurali Trentine e delle Banche di Credito Cooperativo del nord-est (Italie), Crédal (Belgique), Crédit Coopératif (France), Etimos (Italie), Femu Qui (Corse), Hefboom (Belgique), La Nef (France), Tise (Pologne), réunissent un capital social de 324 millions €.
La FEBEA s'associe avec Finansol et le Réseau Financement Alternatif pour fonder, fin 2005, Fineurosol.
La FEBEA est membre de l'Association internationale des investisseurs en économie sociale (INAISE) créé à Barcelone en 1989.
La fédération met à disposition de ses membres un fonds de garantie, un fonds commun de placement et une société financière, la Société européenne de finance éthique et alternative (SEFEA).
Depuis 2016, le Fonds européen d'investissement finance, différents organismes financiers membres de la FEBEA pour aider les entreprises à faire face à la pandémie de Covid-19.

## Membres
Plusieurs des membres sont des structures sous statuts de coopératives. Comme en France, le Crédit coopératif, La Nef, France active, Solidarité internationale pour le développement et l’investissement (SIDI), Femu qui, et la Socoden. En Belgique, le Crédal, en Italie, la Banca Popolare Etica, Triodos (Pays-Bas), Merkur (Danemark) et Ekobanken (sv) en Suède.